# Falsomordellina
Falsomordellina is een geslacht van kevers uit de familie spartelkevers (Mordellidae).
Het geslacht is voor het eerst wetenschappelijk beschreven in 1966 door Nomura.

## Soorten
Het geslacht omvat de volgende soorten:
- Falsomordellina amamiana (Nomura, 1961)
- Falsomordellina luteoloides (Nomura, 1961)
- Falsomordellina nigripennis Nomura, 1967
- Falsomordellina takaosana (Kôno, 1932)
- Falsomordellina vagevittata (Nakane, 1957)